# Vasily Degtyaryov
Vasily Alekseyevich Degtyaryov (em russo:  Васи́лий Алексе́евич Дегтярёв, transl. Vasíliy Alekséevich Degtyarov; Tula, 2 de janeiro de 1880 — Moscou, 16 de janeiro de 1949) foi um projetista de armas russo que criou armas como a PTRD-41, um fuzil antitanque, com precisão, confiabilidade e grande poder de penetração.